# Necromantia
Pour les articles homonymes, voir Necromentia.
Necromantia est un groupe grec de black metal, originaire d'Athènes. Avec Rotting Christ et Varathron, ils sont considérés comme les pionniers de l'établissement de la scène black metal grecque au début des années 1990 Le groupe se distingue par l'absence totale de guitare rythmique dans sa musique, remplacée par une guitare basse à huit cordes. Une autre caractéristique notable est l'utilisation fréquente par le groupe d'instruments de musique qui ne sont pas habituellement associés au black metal, comme le saxophone et la flûte.
En novembre 2019, à la suite du décès du membre fondateur Baron Blood, Necromantia annonce sa dissolution après un dernier album commémoratif intitulé To the Depths We Descend....

## Histoire
Necromantia est formé en 1989 par George « The Magus » Zacharopoulos (anciennement connu sous le nom de « Magus Wampyr Daoloth », ainsi que « Morbid » lors de sa collaboration avec Rotting Christ) à la basse/chant et Makis « Baron Blood » Kanakaris à la basse 8 cordes. Ces deux-là ont été les seuls membres réguliers du groupe tout au long de son histoire, les autres instruments étant confiés à des musiciens de session.
Le 20 novembre 2019, The Magus annonce via la page Facebook officielle du groupe que son collègue membre fondateur Baron Blood est décédé. Dans des annonces ultérieures, il a déclaré que le groupe sortirait un dernier album (initialement prévu pour être un EP commémoratif, mais qui a ensuite été transformé en un album studio), à la mémoire de Baron Blood, intitulé To the Depths We Descend,,. À la suite de cette sortie, Necromantia se sépare, et aucun autre morceau ne sera publié.

## Discographie

### Albums studio
- 1993 : Crossing the Fiery Path (Osmose, 1993)
- 1995 : Scarlet Evil Witching Black (Osmose, 1995)
- 2000 : IV: Malice (Black Lotus, 2000)
- 2007 : The Sound of Lucifer Storming Heaven (Dockyard 1, 2007)
- 2021 : To the Depths We Descend... (The Circle Music, 2021)

### Démos
- 1990 : Promo Tape 1990
- 1992 : Vampiric Rituals
- 1993 : Demo '93
- 1993 : Promo 1993

### EP et splits
- 1992 : The Black Arts / The Everlasting Sins (split avec Varathron ; Black Power)
- 1995 : From the Past We Summon Thee (Dark Side)
- 1997 : Ancient Pride (Osmose)
- 2008 : People of the Sea (Dark Side)
- 2008 : ...For the Temple of the Serpent Skull... (split avec Acherontas ; Dark Side)
- 2014 : Nekromanteion - A Collection of Arcane Hexes (split avec Necromancy ; Soulseller)
- 2017 : Primordial Evil (split avec Rotting Christ ; Black Vomit)

### Compilations
- 2001 : Covering Evil (12 Years Doing The Devil's Work) (Black Lotus)
- 2002 : Cults of the Shadow (contient Crossing the Fiery Path et Scarlet Evil Witching Black ; Osmose)
- 2006 : Necromantia (contient Crossing the Fiery Path, Scarlet Evil Witching Black, Ancient Pride et IV: Malice ; Black Lotus)
- 2009 : De Magia Veterum (Dark Side Records)
- 2018 : Chthonic Years / Demo Collection (Lvx Infernvm)